# Andrzej Bonasewicz
Andrzej Bonasewicz (ur. 24 września 1930 w Wilnie, zm. 21 stycznia 2016 w Warszawie) – polski geograf, profesor Uniwersytetu Warszawskiego. 

## Życiorys
Studia na Uniwersytecie Warszawskim rozpoczął w 1949 i pracował tam w latach 1951–2010, związany z Wydziałem Geografii i Studiów Regionalnych. W latach 1990–1996 był prodziekanem Wydziału Geografii i Studiów Regionalnych UW ds. studenckich, a w 1997–2000 – kierownikiem Zakładu Geografii Regionalnej. 
Zajmował się geografią ekonomiczną i regionalną, zwłaszcza Ameryki Łacińskiej, zwiedził prawie wszystkie kraje tego regionu. Wykładał także na uniwersytetach w Wenezueli i Meksyku. 
Był członkiem Komitetu Badań nad Migracjami przy I Wydziale Polskiej Akademii Nauk, Polskiego Towarzystwa Geograficznego, Warszawskiego Komitetu Olimpiady Geograficznej, a także członkiem Europejskiej Rady Badań Społecznych Ameryki Łacińskiej (Consejo Europeo Investigationes de America Latina – CEISAL). Jeden z pionierów polskiej weksylologii, był członkiem założycielem Polskiego Towarzystwa Weksylologicznego. 
Popularyzator wiedzy z zakresu nauk geograficznych, od 1970 był ekspertem w teleturnieju „Wielka gra” w Telewizji Polskiej. Autor artykułów w czasopismach specjalistycznych i popularnonaukowych, m.in. „Miscellanea geographica”, „Actas latinoamericanas de Varsovia”, „Geografia w Szkole”, „Poznaj Świat” i „Kontynenty”.
Syn Wiktora i Janiny. Pochowany na Cmentarzu Wolskim w Warszawie.

## Odznaczenia
- Odznaka „Zasłużony Działacz Kultury” (1987)
- Krzyż Kawalerski Orderu Odrodzenia Polski (1983)
- Medal Komisji Edukacji Narodowej (1988)[2]